# Schizotrema zebrinum
Schizotrema zebrinum är en lavart som beskrevs av Mangold. Schizotrema zebrinum ingår i släktet Schizotrema och familjen Graphidaceae.   Inga underarter finns listade i Catalogue of Life.